# Libro de Soyga
El Libro de Soyga, también titulado Aldaraia, es un tratado de magia en latín del siglo XVI, uno de cuyos ejemplares fue propiedad del erudito isabelino John Dee. Tras la muerte de Dee, este grimorio se creyó perdido hasta 1994, cuando se localizaron dos manuscritos en la Biblioteca Británica (Sloane MS 8) y en la Biblioteca Bodleiana (Bodley MS. 908), bajo el título de Aldaraia sive Soyga vocor, por la estudiosa de Dee Deborah Harkness. La versión Sloane MS 8 también se describe como Tractatus Astrologico Magicus, aunque ambas versiones difieren sólo ligeramente.

## Procedencia
El político y astrólogo Elias Ashmole registró que el duque de Lauderdale poseía un manuscrito titulado Aldaraia sive Soyga vocor que anteriormente había pertenecido a Dee. El manuscrito se vendió en una subasta en 1692 y ahora es probablemente el Sloane MS 8, según la identificación de Jim Reeds. El Bodley MS. 908 fue donado a la Biblioteca Bodleiana en 1605.

## Contenido
Jim Reeds señala que el Bodley MS. 908 consta de 197 páginas que incluyen el Liber Aldaraia (95 hojas), el Liber Radiorum (65 páginas) y el Liber decimus septimus (2 páginas), así como una serie de obras más cortas y sin nombre que suman aproximadamente diez páginas. Las últimas 18 páginas del manuscrito contienen 36 tablas de cartas. El manuscrito Sloane MS 8 consta de 147 páginas, en su mayoría idénticas a las del manuscrito Bodley, con la excepción de que las tablas de cartas aparecen en 36 páginas, y el Liber Radiorum se presenta en una versión resumida de dos páginas.
Entre los conjuros e instrucciones sobre magia, astrología, demonología, listas de conjunciones, mansiones lunares y nombres y genealogías de ángeles, el libro contiene 36 grandes cuadrados de letras que Dee no pudo descifrar. Se citan tratados mágicos medievales desconocidos, incluyendo obras conocidas como liber E, liber Os, liber dignus, liber Sipal y liber Munob.

## Análisis
Jim Reeds, en su breve obra John Dee and the Magic Tables in the Book of Soyga («John Dee y las tablas mágicas en el Libro de Soyga» en español), que también apareció abreviada en un ensayo, señala una propensión a registrar palabras al revés en el MS, citando como ejemplos «Lapis» invertido como «Sipal», «Bonum» invertido como «Munob», y el título del MS, Soyga, como «Agyos», literis transvectis, revelando una práctica que buscaba oscurecer algunas de las obras citadas. Soyga es "Agios" (en griego, "Santo") escrito al revés.
Reeds escribe:

«La preocupación del Libro de Soyga por las letras, la aritmética del alfabeto, la escritura al revés similar a la hebrea, etc., es, por supuesto, característica de la nueva magia cabalística que se hizo popular en el siglo XVI, ejemplificada por la gran compilación de Agrippa de Nettesheim (1486-1535), y que toma prestada la autoridad tanto del interés humanista renacentista por la Cábala expresado por figuras como Pico y Reuchlin como de la supuesta antigüedad bíblica de la Cábala».

De las mesas cuadradas que obsesionaban a Dee, Reeds continuó: «Aunque... no son en sí mismas un rasgo característico de la Cábala tradicional, en la época de Agrippa se habían convertido en una parte integral de la Cábala mágica cristiana».

## Significado
En 1556, Dee le propuso a la reina María de Inglaterra la fundación de una biblioteca nacional inglesa, pero su plan no se llevó a cabo. En consecuencia, Dee amasó con sus fondos personales la mayor biblioteca de Inglaterra de la época, compuesta por al menos 3.000 volúmenes impresos y un gran número de manuscritos. La biblioteca fue robada durante el viaje de seis años de Dee a la Europa continental entre 1583 y 1589, y Dee se vio obligado a vender muchos más volúmenes a su regreso debido a problemas económicos. Tras su muerte, en 1608 o 1609, los aún considerables restos de la reconocida biblioteca fueron saqueados hasta que no quedó nada.
Durante el largo viaje de Dee al continente, trató de contactar sobrenaturalmente con ángeles a través de los servicios del vidente Edward Kelly. Sobre el tema del Libro de Soyga, Dee afirmó haber interrogado al arcángel Uriel sobre el significado del libro y le pidió orientación. La respuesta que recibió Dee fue que el libro había sido revelado a Adán en el Paraíso por ángeles, y que sólo podía ser interpretado por el arcángel Miguel.
Después de que Harkness redescubriera las dos copias del libro, Jim Reeds descubrió la fórmula matemática utilizada para construir las tablas (comenzando con la palabra clave dada para cada tabla), e identificó errores de varios tipos cometidos por los escribas de los manuscritos. Demostró que un subconjunto de errores era común a las dos copias, lo que sugería que derivaban de un ancestro común que contenía ese subconjunto de errores (y que, por tanto, era presumiblemente una copia de otra obra).
Aunque Reeds descifró el algoritmo de construcción y las palabras clave utilizadas en la elaboración de las tablas, el contenido real y el significado de las tablas siguen siendo un misterio. Escribe: «El tratado del Libro de Soyga que habla de las tablas, Liber Radiorum, tiene una serie de párrafos en los que se mencionan las palabras clave de veintitrés de las tablas, junto con secuencias de números que guardan una relación desconocida con las palabras».